# 岩手県道235号永沢水沢線
岩手県道235号永沢水沢線（いわてけんどう235ごう ながさわみずさわせん）は、岩手県胆沢郡金ケ崎町永沢から奥州市水沢赤土田に至る、かつて存在した岩手県の一般県道である。本稿では廃止時点の路線状況を記述している。

## 概要
胆沢郡金ケ崎町永沢の岩手県道196号胆沢金ケ崎線交点で、岩手県道288号北上水沢線・北上市方面から南東方向へ連続して路線が始まる。胆沢川を渡ってすぐに東へ進路を変え、東北自動車道の下を立体交差したあと奥州市立佐倉河小学校の先で南に進路を変える。起点から重複していた岩手県道288号北上水沢線と水沢八反町で分岐し約800m先の岩手県道226号佐倉河真城線交点で路線が終わる。

### 路線データ
- 実延長：7,877.9m[1]
- 起点：胆沢郡金ケ崎町永沢[1]（県道196号・県道288号交点）北緯39度10分50.4秒 東経141度4分43.7秒
- 終点：奥州市水沢赤土田[1]（県道226号交点）北緯39度9分8.2秒 東経141度8分33.2秒

## 歴史
- 1973年（昭和48年）3月30日 - 県道に認定される[1]。
- 2016年（平成28年）3月31日 - 廃止[2]され、県道302号の認定と引替えに市道に移管される[3]。

## 路線状況

### 重複区間
- 岩手県道288号北上水沢線：胆沢郡金ケ崎町永沢 - 奥州市水沢八反町

## 地理

### 通過する自治体
- 岩手県
  - 胆沢郡金ケ崎町 - 奥州市

### 交差する道路
- 岩手県道196号胆沢金ケ崎線、岩手県道288号北上水沢線・北上方面（金ケ崎町永沢春慶・起点）
- 岩手県道288号北上水沢線・斉ノ神交差点方面（奥州市水沢八反町）
- 岩手県道226号佐倉河真城線（奥州市水沢赤土田・終点）

### 沿線の施設
- 奥州市立水沢中学校